# Puškinov muzej
Puškinov državni muzej umjetnosti (rus.: Музей изобразительных искусств имени А. С. Пушкина, skr. ГМИИ) je najveći muzej europske umjetnosti u Moskvi, koji se nalazi u ulici Volkhonka, preko puta Katedrale Krista Spasitelja. Međunarodni glazbeni festival Svjatoslava Richtera „Prosinačke noći” održava se u Puškinovom muzeju od 1981. godine.
Muzej je 1912. godine osnovao profesor Moskovskog sveučilišta, Ivan Tsvetaev. Zgradu muzeja dizajnirao je arhitekt Roman Klein u neoklasičnom stilu u obliku drevnog hrama. Građevinski radovi započeli su 1898. i nastavljeni do 1912. godine kada je muzej otvoren. U početku je muzej zamišljen kao obrazovni muzej, ali nakon revolucije 1917. godine, ustanova je pretvorena u Državni muzej likovnih umjetnosti. Godine 1937. muzej je dobio ime pjesnika Aleksandra Puškina povodom stogodišnjice njegove smrti.
God. 1991. Državni muzej likovnih umjetnosti Puškin upisan je u Državni zakonik kao posebno vrijedna kulturna baština naroda Rusije
Muzej ima dva kata koji su prelijepo ukrašeni. Na prvom se nalaze djela antike, kao i gipsane figure iz Egipta. Na drugom katu su slike, grafike, skulpture srednjeg vijeka, stare Grčke i Rima, kao i djela najpoznatijih umjetnika na svijetu. Pored toga, muzej ima i nekoliko dvorana u kojima se održavaju koncerti i izložbe, a postoji i dio koji je namijenjen djeci.
God. 2018. muzej je posjetilo 1,3 milijuna ljudi, tako da je zauzeo 47. mjesto među najposjećenijim muzejima umjetnosti na svijetu.

## Kolekcija
Zbirka muzeja se od 2018. godine sastoji od više od 700 tisuća predmeta i uključuje zbirku odljeva drevnih kipova, umjetničkih djela, arheoloških nalaza, kao i zbirku predmeta iz Starog Egipta i Starog Rima. Ponos muzeja je kolekcija impresionističkih i postimpresionističkih majstora, kao i majstora ranog 20. stoljeća: Claude Monet, Auguste Renoir, Alfred Sisley, Camille Pissarro, Edgar Degas, Paul Gauguin, Vincent van Gogh, Andre Derain i Menri Rousseau. U novoj postavci mogu se pronaći radova slikara kao što su: Vasilij Kandinski, Marc Chagall, Giorgio de Chirico, Pablo Picasso, Aquille Funi, Carl Hofer, Felice Casorati, Hans Grundig, Volker Bohringer i Rockwell Kent; ali i kipara kao što su: Antoine-Louis Barye, Auguste Rodin, Aristide Maillol, Emile-Antoine Bourdelle, Ossip Zadkine i Hans Arp.
Popis odabranih djela u kolekciji muzeja: 
- Prijamovo blago
- Egipatski portreti iz Fajuma, oko 130.-50. pr. Kr.
- Nadgrobna stela dva helenistička vojnika Bosporskog Kraljevstva, 4. stoljeće pr. Kr.
- Botticelli, Navještenje, 1495.-98.
- Lucas Cranach stariji, Gospa s Djetetom, oko 1520.
- Rembrandt van Rijn, Esterina gozba, 1660.
- Edgar Degas, Plave plesačice
- Paul Cézanne, Fastnacht (Mardi Gras), 1888.
- Henri de Toulouse-Lautrec, Yvette Guilbert, 1894.
- Pierre-Auguste Renoir, Portret glumice Jeane Samary, 1877.
- Paul Gauguin, Noć u kafeu u Arlesu, 1888.
- Vincent van Gogh, Crveni vinograd, 1888.

## Vanjske poveznice
|  | Zajednički poslužitelj ima još gradiva o temi Puškinov muzej |

- Službene stranice Muzeja (engl.)

55°44′50″N 37°36′18″E / 55.74722°N 37.60500°E